# Tryonicus planitarius
Tryonicus planitarius är en kackerlacksart som beskrevs av Philippe Grandcolas 1997. Tryonicus planitarius ingår i släktet Tryonicus och familjen storkackerlackor.
Artens utbredningsområde är Nya Kaledonien. Inga underarter finns listade i Catalogue of Life.